# Institución Atlética Larre Borges
La Institución Atlética Larre Borges es un equipo de baloncesto uruguayo. Fue fundado el 17 de julio de 1927, en Montevideo, Uruguay en el barrio La Unión. El club toma su nombre del aviador uruguayo Tydeo Larre Borges, quien fuera el primer americano en cruzar el océano Atlántico Sur en vuelo directo.
Si bien fue creado inicialmente como club de fútbol, se afilió a la FUBB en 1935, jugando su primer partido oficial de baloncesto el 15/07/1935. Revistó inicialmente en divisiones inferiores, consiguiendo su primer ascenso a la  primera división de basquetbol uruguaya en 1945.
Desde ese momento ha participado en diversas temporadas en dicha divisional. Actualmente (2025) se encuentra en la Liga Uruguaya de Ascenso, campeonato de segunda división del basquetbol uruguayo.

## Historia

### Fundación

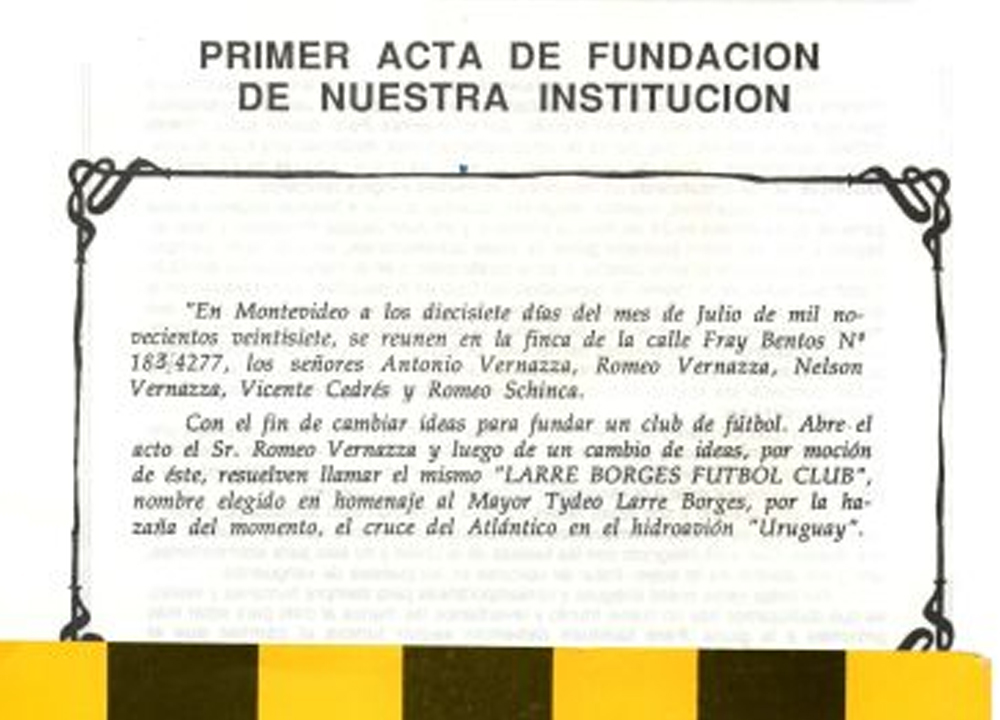
Acta fundacional de la Institución Atlética Larre Borges

Larre Borges surgió como un club de fútbol, pero rápidamente se afilió a la FUBB en el año 1935, jugando su primer partido oficial de baloncesto el 15/07/1935.
«En Montevideo a los diecisiete días del mes de Julio de mil novecientos veintisiete se reúnen en la finca de la calle Fray Bentos Nº183/4277, los señores Antonio Vernazza, Romeo Vernazza, Nelson Vernazza, Vicente Cedrés y Romeo Schinca.
Con el fin de cambiar ideas para fundar un club de fútbol. Abre el acto el Sr. Romeo Vernazza y luego de un cambio de ideas, por moción de éste, resuelven llamar al mismo «LARRE BORGES FÚTBOL CLUB», nombre homenaje al Mayor Tydeo Larre Borges, por la hazaña del momento, el cruce del Atlántico en el hidroavión «Uruguay».

### Incursión en el básquetbol

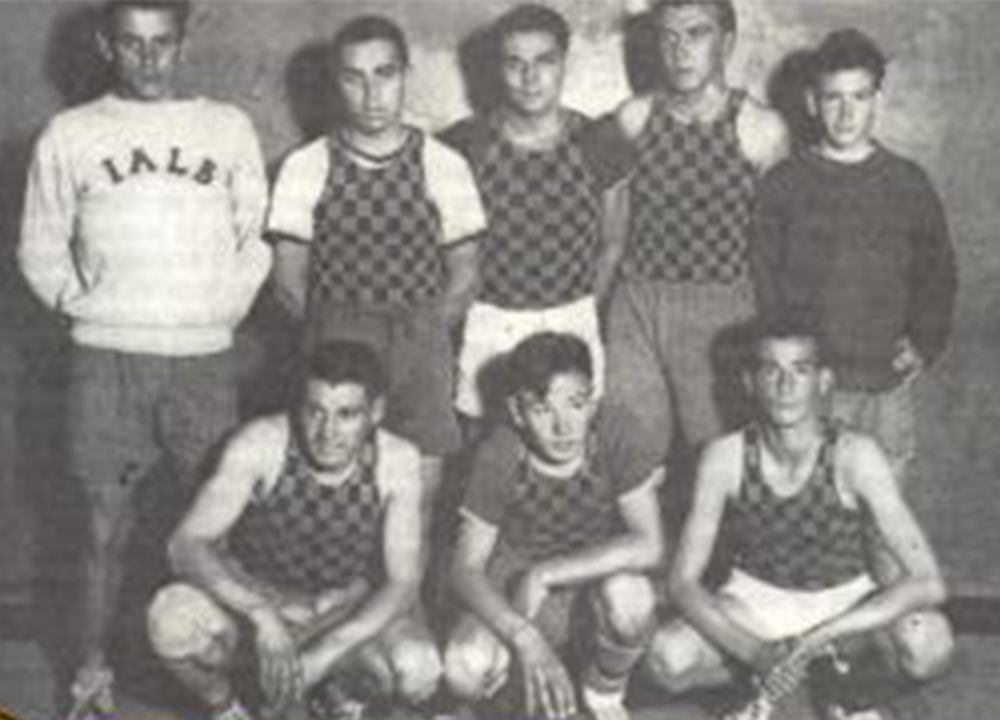
Primer partido oficial de básquetbol de la institución. 15/07/1935.

El primer partido de básquetbol oficial de la institución tuvo lugar el 15/07/1935. El mismo se jugó en el viejo gimnasio de Atenas de la calle Reconquista, y fue victoria frente a Sportivo Capitol. 
El plantel estaba conformado por: Mortimer Martínez Morra, Fernando Del Mazo, Sexto Levrero, Raúl Vignart, Pedro Magnou, Romeo Vernazza (Capitán), Miguel A. Borges y Pedro Messa.
Revistó inicialmente en divisiones inferiores, consiguiendo su primer ascenso a la primera división del Torneo Federal, máxima competición del básquetbol uruguayo, en 1945.
Con el paso de las décadas, se convirtió en un equipo tradicional de las categorías del ascenso uruguayo, cosechando cuatro títulos de Tercera División, tras la obtención del Torneo Federal de Tercera de Ascenso en 1940, 1977, 1979 y 1981.

### Actualidad
En 2010 el club debutó por primera vez en la Liga Uruguaya de Básquetbol, luego de superar por 2 a 1 a Larrañaga en la final por el segundo ascenso del Torneo Metropolitano. De esta forma Larre Borges logró entrar en la máxima categoría del básquetbol uruguayo luego de 12 años, pero por primera vez en la Liga Uruguaya, ya que su última temporada en primera, en 1998, se disputaba el Federal de Primera División.
En 2013 fue campeón Metropolitano tras haber hecho una campaña de 24 victorias y una sola derrota; participó luego en la Liga Uruguaya de Básquetbol 2014-15, la Liga Uruguaya de Básquetbol 2015-16,  Liga Uruguaya de Básquetbol 2016-17 (en la que alcanzó el sexto lugar de la tabla general, en lo que es su mejor posición histórica), y la Liga Uruguaya de Básquetbol 2017-18, disputando por primera vez en su historia cuatro temporadas consecutivas en primera división. En esa última edición descendió, disputando en 2018 y 2019 el campeonato de ascenso, Metro 2018 Metro 2019.
En 2021 ascendió nuevamente a la  Liga Uruguaya de Básquetbol tras vencer en semifinales a Sayago 2-0, y lograr el campeonato frente a Stockolmo por 92-71.
En temporada 2022-23, finalizó en octava posición siendo eliminado en cuartos de final 3-0 ante Bigua. En temporada 2023-2024, finalizó en última posición, descendiendo a la segunda categoría (Liga Uruguaya de Ascenso, o Metro), en la que revistió en 2024 finalizando undécimo. En 2025 participará nuevamente en la Liga Uruguaya de Ascenso.

### Historial de Temporadas
Temporada
- 2003 - Tercera de Ascenso - 3ª - 12-11.
- 2004 - Tercera de Ascenso - 3° - 18-10.
- 2005 - Tercera de Ascenso - Vicecampeón 21-5 - Ascendió al Metro.
- 2006 - Metropolitano - rueda de clasificación - 6-8.
- 2007 - Metropolitano - 5° Rueda Campeonato - 15-10.
- 2008 - Metropolitano - 11º  9-15.
- 2009 - Metropolitano - 4º - 12-13.
- 2010 - Metropolitano - 2º Ascendió al vencer en final a Larrañaga | 18-10.
- 2011 - Liga - Eliminado en Liga Capital - 12-17.
- 2012 - Liga - 7-24 - Descendió al Metro.
- 2013 - Metropolitano - Campeón 24-3. Asciende a la LUB.
- 2014 - Liga - Eliminado en cuartos de final. 13-21.
- 2015 - Liga - Eliminado en Reclasificación. 10-21.
- 2016 - Liga - 3°. 9-5. Eliminado en play-offs, cuartos de final del campeonato.
- 2017 - Liga - 12º. 9-19. Descendió al Metro.
- 2018 - Metro - 12°. 4-9
- 2019 - Metro - 5°. 7-5
- 2020 - Metro - 5°. 7-5
- 2021 - Metro - 3º. 7-4. Campeón | Ascendió a la LUB
- 2022-23 - Liga - 8º. 10-14. Eliminado en play-offs, cuartos de final
- 2022-23 - Liga - 12º. 2-19. Descendió al Metro.
- 2024 - Metro - 11°. 11-17
- 2025 - Metro (no comenzado)

## Estadio

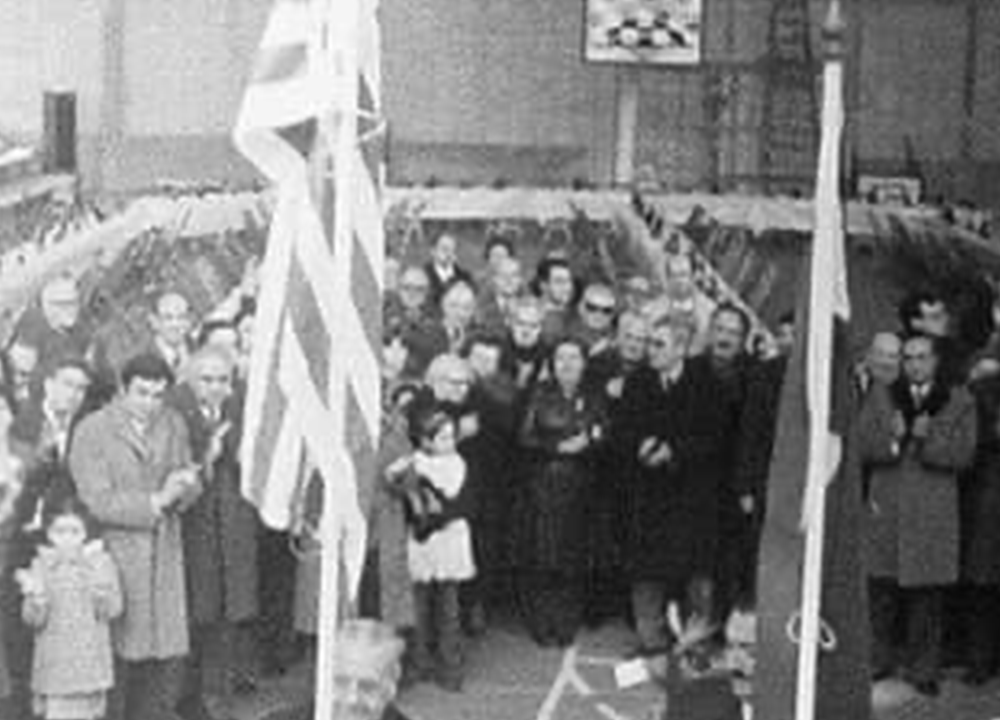
Celebración de 50 años de la Institución e inauguración del cerramiento del estadio.

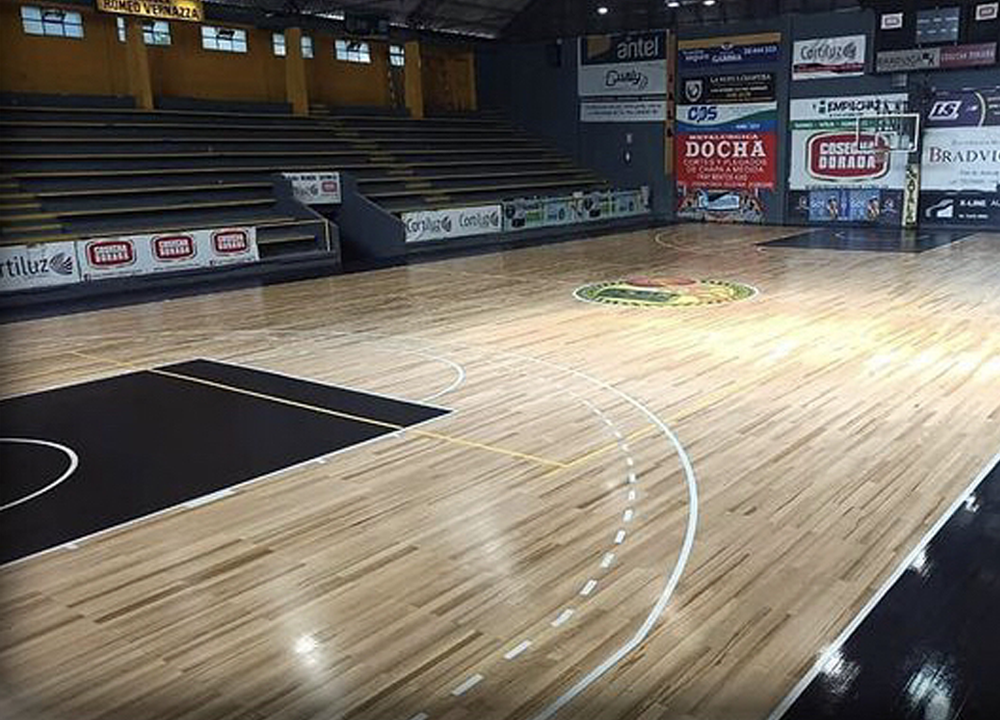
Foto actual del estadio Romeo Schinca.

El estadio oficial de la Institución Atlética Larre Borges es el Estadio Romeo Schinca. Se le dio ese nombre en honor a Romeo Schinca, uno de los 5 impulsores de la fundación del club.
Está ubicado en la Avenida Villagrán 2554, esq. 8 de Octubre y fue inaugurado en 1959 en un partido disputado ante el Club A. Unión. Tiene una capacidad de 1100 espectadores sentados.
El recinto permaneció al descubierto hasta 1977, año en el que se realizó el cerramiento total del estadio, con motivo del aniversario 50 del club.
En 2010 se concretó la instalación del piso flotante en el Estadio Romeo Schinca. Este hecho se dio en conjunto con el primer ascenso a la Liga Uruguaya de Básquetbol, preparando el debut del equipo aurinegro en la competición.
Sus últimas reformas edilicias fueron en 2019, cuando se realizó el reacondicionamiento de los vestuarios bajo la tribuna Romeo Vernazza. En los últimos años, también se renovó la pintura del piso flotante.

## Uniforme

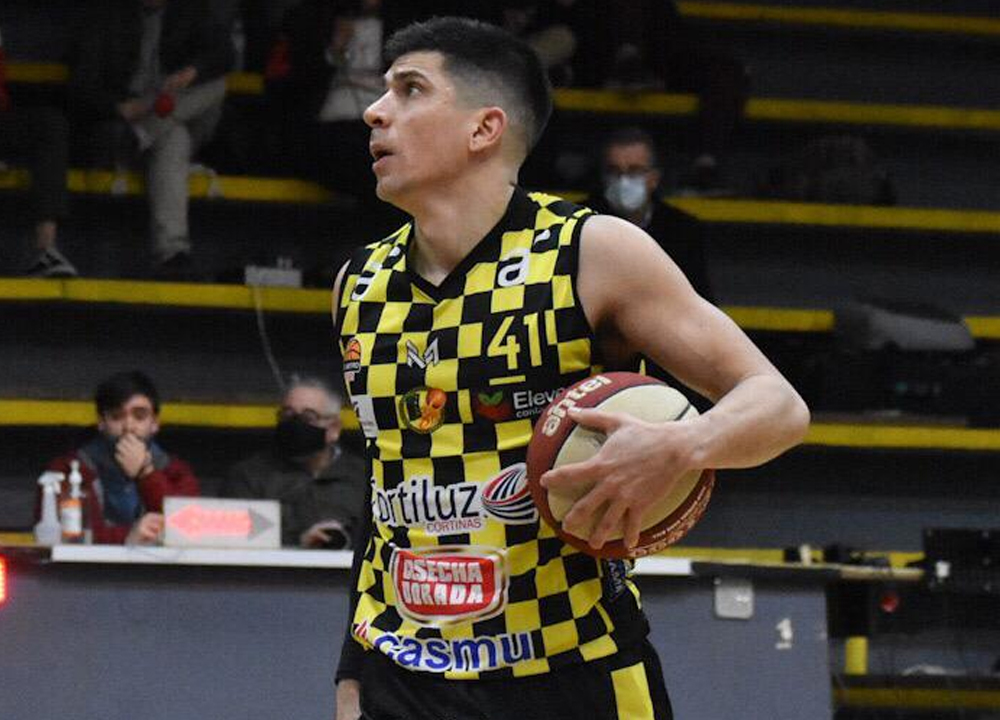
Demian Álvarez con la camiseta de Larre Borges en 2021.

Desde sus inicios, el club se vio identificado por los colores amarillo y negro.
La camiseta utilizada por el club en su primer partido oficial de básquetbol fue una camiseta a cuadros amarillos y negros, este diseño se mantiene hasta el día de hoy como camiseta titular.

## Plantel
| Temporada 2023/2024 | Temporada 2023/2024 | Temporada 2023/2024 | Temporada 2023/2024 | Temporada 2023/2024 |
| Ficha               | Jugador             | Año de nacimiento   | Posición            | Altura (metros)     |
| ------------------- | ------------------- | ------------------- | ------------------- | ------------------- |
| Extranjero          | LaRon Smith         | 1993-12-20          | Pívot               | 2.04                |
| Extranjero          | Romani Hansen       | 1997-02-04          | Ala-Pívot           | 2.03                |
| Extranjero          | Donald Robinson     | 1989-07-11          | Escolta             | 1.93                |
| Mayor               | Fernando Verrone    | 1988-09-18          | Ala-Pívot           | 1.97                |
| Mayor               | Federico Ambrosoni  | 1999-03-12          | Escolta             | 1.84                |
| Mayor               | Nahuel Amichetti    | 1998-04-22          | Ala-Pívot           | 2.01                |
| Mayor               | Mauro Zubiaurre     | 1994-06-04          | Base                | 1.90                |
| Sub-23              | Thomas Araujo       | 2004-03-12          | Escolta             | 1.84                |
| Sub-23              | Facundo Izarrualde  | 2001-05-30          | Base                | 1.82                |
| Sub-23              | Tiago Bentancour    | 2006-07-20          | Alero               | 1.94                |
| Sub-23              | Mateo Bentancour    | 2004-02-29          | Base                | 1.77                |
| Sub-23              | Juan Mateo Almada   | 2003-12-30          | Alero               | 1.91                |
| Sub-23              | Federico Magallanes | 2004-03-07          | Ala-Pívot           | 1.97                |
| Director Técnico    | Mathias Nieto       |                     |                     |                     |

## Palmarés

#### Títulos de Segunda División (2)
- Liga Uruguaya de Ascenso (2): 2013, 2021.
- Subcampeón (1): 2010

#### Títulos de Tercera División (4)
- Torneo Federal de Tercera de Ascenso (4): 1940, 1977, 1979, 1981.